# Baghmara
Baghmara es una localidad de la India, centro administrativo del distrito de South Garo Hills, en el estado de Meghalaya.

## Geografía
Se encuentra a una altitud de 108 m s. n. m. a 267 km de la capital estatal, Shillong, en la zona horaria UTC +5:30.

## Demografía
Según estimación 2010 contaba con una población de 11 784 habitantes.